# Rajgród
Rajgród is een stad in het Poolse woiwodschap Podlachië, gelegen in de powiat Grajewski. De oppervlakte bedraagt 35,18 km², het inwonertal 1680 (2005).